# Satcom (satellite)
Pour les articles homonymes, voir Satcom.

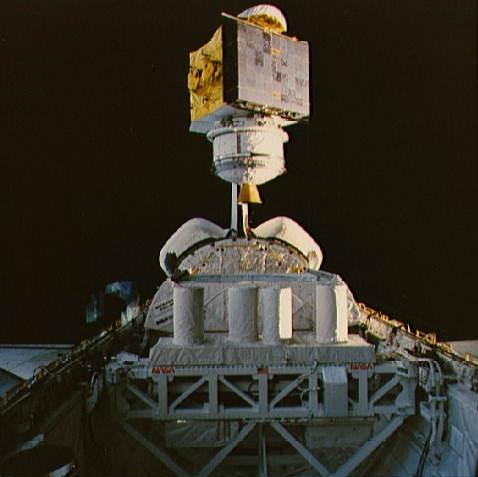
Le Satcom K1 a été placé sur orbite par la navette spatiale Columbia en 1986. Le côté éclairé (côté droit) du satellite est constitué d'un ensemble de panneaux solaires qui ont été déployés lorsque le satellite s’est propulsé sur son orbite géostationnaire.

Satcom est une famille de satellites de télécommunications initialement développés et exploités par RCA American Communications (en) (RCA Americom). Les Satcom étaient parmi les premiers satellites géostationnaires, les premiers étant la série Syncom, en 1964. Le premier satellite Satcom, Satcom 1, a été lancé le 13 décembre 1975. Le dernier satellite, Satcom K2, a été mis sur orbite le 27 novembre 1985 et désorbité en février 2002. Satcom a d'abord été complété puis remplacé par la série de satellites de GE.
Satcom (qui signifie « satellite communication ») facilitaient les télécommunications à grande distance en recevant des signaux radio de la Terre, en les amplifiant et en les relayant vers les récepteurs terrestres.

## Histoire
La plupart des premiers satellites de communications commerciaux ont été construits et exploités par des entreprises de télécommunications. RCA, qui possède sa propre entreprise de construction de satellites, RCA Astro Electronics, s'identifie comme propriétaire/opérateur de satellites.
Satcom 1 a été utilisé comme point de départ pour de nombreux services de télévision par câble, notamment HBO, Showtime, Superstation TBS, Nickelodeon, le réseau FBC de Tom Ficara, le réseau câblé CBN (maintenant Freeform), ESPN, et The Weather Channel. Le satellite a incité l'industrie de la télévision par câble à atteindre des sommets sans précédent avec l'aide de HBO (qui a transféré sa programmation depuis le concurrent Westar 1, où il évoluait depuis ses débuts à l'échelle nationale en 1975, à Satcom 1 en février 1976). Les réseaux de télévision par câble relaient les signaux aux têtes de réseau de télévision par câble au sol utilisant les satellites, qui ont permis à la télévision par câble d'entrer sur les marchés suburbain et métropolitain, permettant ainsi à HBO d’accumuler 1,6 million d'abonnés fin de 1977.
Ted Turner a intenté une bataille juridique importante contre RCA dans le but d'obtenir un transpondeur Satcom 1 en 1980 pour le lancement de CNN le 1er juin 1980. CNN avait été programmé pour un transpondeur Satcom 3 mais ce satellite n'a pas réussi à atteindre l'orbite géosynchrone lors de son lancement le 7 décembre 1979.
Peu de temps après son lancement, Satcom 1 était le premier satellite utilisé par les réseaux de télédiffusion aux États-Unis. Les réseaux ABC, NBC et CBS ont distribué leur contenu de programmation à certaines stations affiliées locales, qui auparavant s’appuyaient sur les réseaux terrestres à hyperfréquences et coaxiaux d'AT&T pour distribuer et relayer des émissions (même si NBC les avait utilisés à titre expérimental à cette fin à la fin des années 1970). Les réseaux alimentent simultanément les réseaux de Satcom 1 et d'AT&T (au profit des stations qui n'avaient pas encore été équipées de matériel de station terrienne pour la réception du satellite) jusqu'à la scission du système Bell en 1984, lorsque les réseaux sont passés exclusivement à la distribution par satellite sur Satcom 1 (et aux satellites suivant), en raison des coûts de transmission beaucoup plus bas, ainsi que de la vente par AT&T elle-même.
Si Satcom 1 était si largement utilisé par les réseaux de télévision par câble et de radiodiffusion, c'est grâce à sa capacité de communication deux fois supérieure à celle du concurrent Westar 1 en (24 répéteurs par rapport à 12), ce qui a entraîné une réduction des coûts d’utilisation des répéteurs en général.

## Satellites
Tous les satellites Satcom restants ont été retirés au début des années 2000 et remplacés par la série GE/AMC, initialement créée par GE Americom, puis vendue à SES.
| Modèle    | Constructeur          | Date de lancement | Lanceur              | Identifiant COSPAR | Remarques                                                                                 |
| --------- | --------------------- | ----------------- | -------------------- | ------------------ | ----------------------------------------------------------------------------------------- |
| Satcom 1  | RCA Astro Electronics | 12 décembre 1975  | Delta 3000           | 1975-117A          |                                                                                           |
| Satcom 2  | RCA Astro Electronics | 26 mars 1976      | Delta 3000           | 1976-029A          |                                                                                           |
| Satcom 3  | RCA Astro Electronics | 7 décembre 1979   | Delta 3000           | 1979-101A          | Échec pendant le transfert géostationnaire (actuellement sur une orbite non géosynchrone) |
| Satcom 1R | RCA Astro Electronics | 11 avril 1983     | Delta 3000           | 1983-030A          | Remplace Satcom 1                                                                         |
| Satcom 2R | RCA Astro Electronics | 8 septembre 1983  | Delta 3000           | 1983-094A          | Remplace Satcom 2                                                                         |
| Satcom 3R | RCA Astro Electronics | 20 novembre 1981  | Delta 3000           | 1981-114A          | Remplace Satcom 3                                                                         |
| Satcom 4  | RCA Astro Electronics | 16 janvier 1982   | Delta 3000           | 1982-004A          |                                                                                           |
| Satcom 5  | RCA Astro Electronics | 28 octobre 1982   | Delta 3000           | 1982-105A          | Aussi nommé Aurora 1, toujours sur 105.2'W (2006)                                         |
| Satcom 4R | Hughes (en)           | 8 novembre 1984   | STS-51-A (Discovery) | 1984-113B          | Lancé en tant que Anik D2, acheté en orbite                                               |
| Satcom C1 | GE Astro Space        | 20 novembre 1990  | Ariane 42P           | 1990-100A          | Remplace Satcom 1R                                                                        |
| Satcom C3 | GE Astro Space        | 11 septembre 1992 | Ariane 44LP          | 1992-060B          |                                                                                           |
| Satcom C4 | GE Astro Space        | 31 août 1992      | Delta II (7925)      | 1992-057A          |                                                                                           |
| Satcom C5 | GE Astro Space        | 29 mai 1991       | Delta II (7925)      | 1991-037A          | Initialement nommé Aurora 2, remplace Aurora 1/Satcom 5                                   |
| Satcom K1 | RCA Astro Electronics | 12 janvier 1986   | STS-61-C (Columbia)  | 1986-003B          |                                                                                           |
| Satcom K2 | RCA Astro Electronics | 27 novembre 1985  | STS-61-B (Atlantis)  | 1985-109D          |                                                                                           |
| Satcom K3 | GE Astro Space        | 2 mars 1991       | Ariane 44LP          | 1991-015A          | Vendu pendant la construction à SES, lancé sous le nom Astra 1B (en)                      |
| Satcom K4 | GE Astro Space        | 10 juin 1992      | Atlas II             | 1992-032A          | Vendu pendant la construction à Intelsat, lancé sous le nom Intelsat K (en)               |